# Нова Махала
Нова Махала (мкд. Нова Маала) је насеље у Северној Македонији, у југоисточном делу државе. Нова Махала је у саставу општине Васиљево.
Овде се налази Џамија у Новој Махали.

## Географија
Нова Махала је смештена у југоисточном делу Северне Македоније. Од најближег града, Струмице, насеље је удаљено 10 km северно.
Насеље Нова Махала се налази у историјској области Струмица. Насеље је положено на северном ободу плодног Струмичког поља, на месту где се из поља издижу прва брда планине Малешевских планина. Надморска висина насеља је приближно 320 метара.
Месна клима је блажи облик континенталне због близине Егејског мора (жарка лета).

## Становништво
Нова Махала је према последњем попису из 2002. године имала 823 становника.
Претежно становништво у насељу су етнички Македонци (83%), а мањина су Турци (16%). Турци су до почетка 20. века чинили целокупно становништво, али су се потом спонтано иселили у матицу.
| Националност | Становника |
| Македонци    | 679        |
| Албанци      | 0          |
| Турци        | 142        |
| Роми         | 0          |
| Цинцари      | 0          |
| Срби         | 0          |
| остали       | 2          |

Претежна вероисповест месног становништва је римокатоличанство (једно од два насеља у целој држави са римокатоличком већином), а мањинске су православље и ислам.